# Rathaus (Stadt Zürich)
Rathaus ist der Name eines Quartiers der Stadt Zürich rechts der Limmat, benannt nach dem dort gelegenen Rathaus. Es bildet heute zusammen mit den Quartieren Lindenhof, Hochschulen und City den Kreis 1, die Altstadt von Zürich.
Das Rathaus liegt am Limmatquai unmittelbar an der Limmat. Es wurde 1694/98 im Renaissancestil erbaut. Der Gemeinderat tagt jeden Mittwochabend im Rathaus.
In der Nähe stehen das Helmhaus aus dem 18. Jahrhundert und Zunfthäuser aus dem 17. und 18. Jahrhundert.
Einen Teil des Quartiers nimmt das Niederdorf (s Dörfli) ein. Dieses ist vor allem als Amüsierviertel bekannt. Neben unzähligen Bars und Restaurants gibt es auch Kinos, Läden und Clubs.

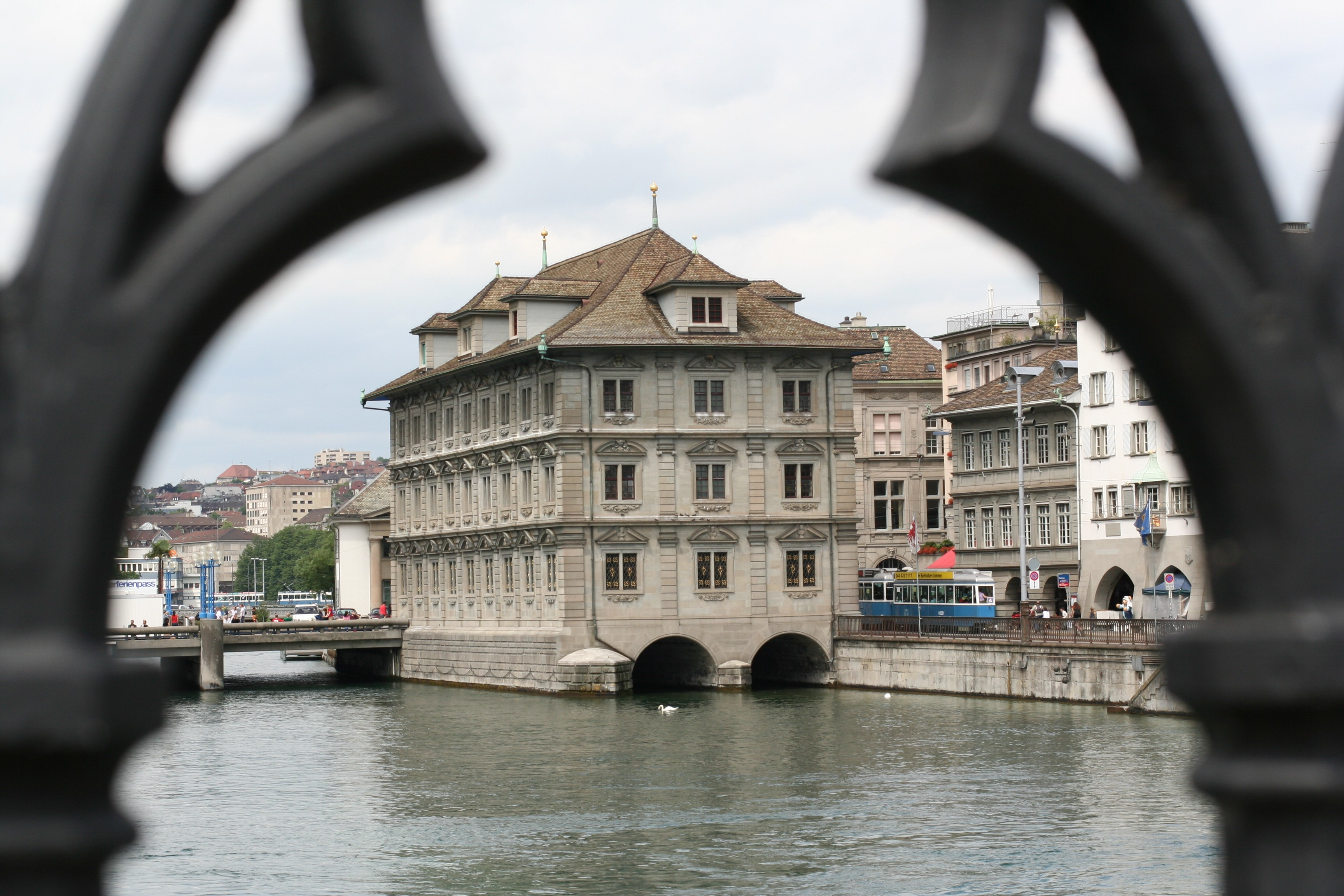
Das Rathaus der Stadt Zürich
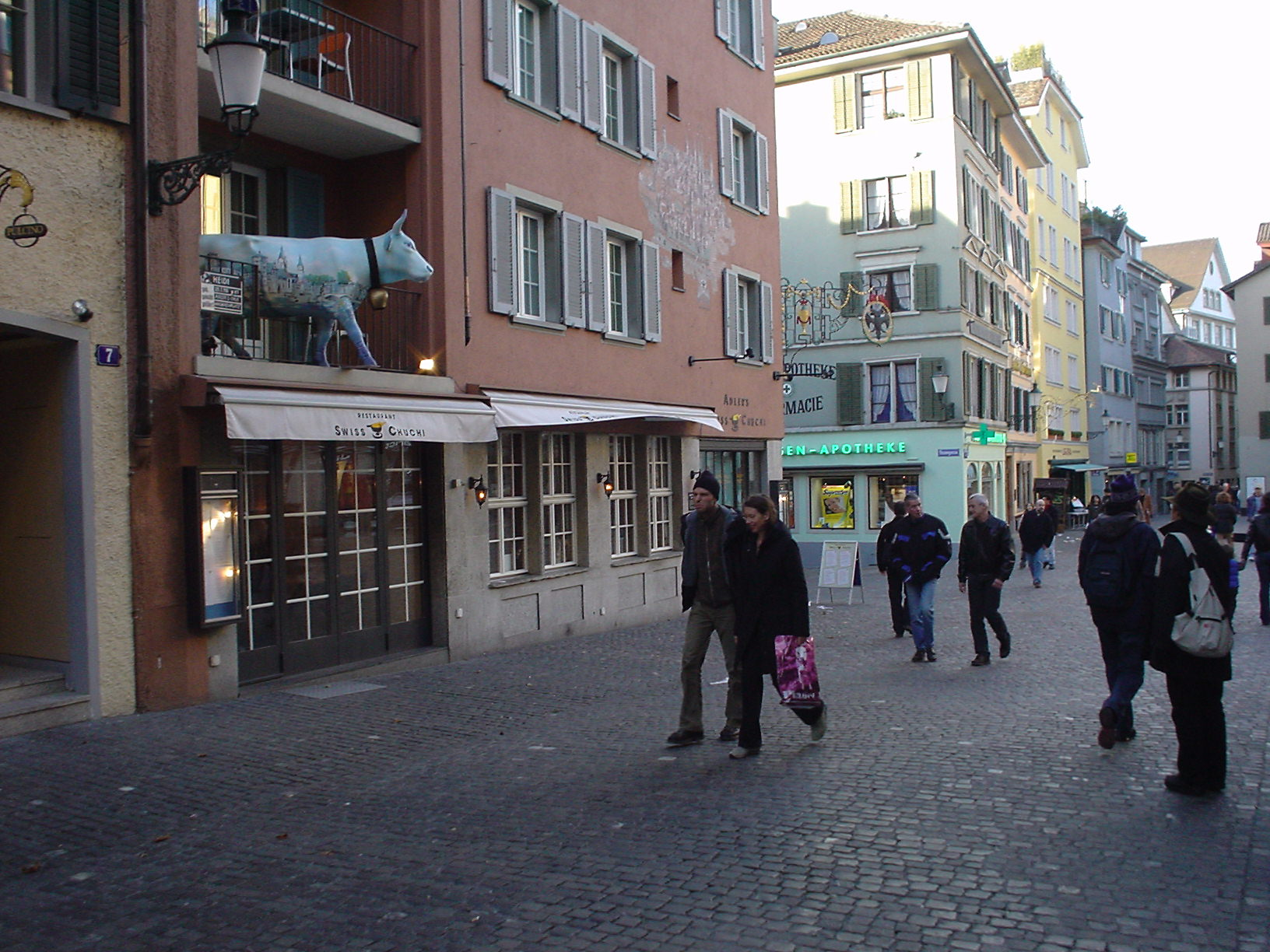
Niederdorf, Höhe Hirschenplatz

## Bevölkerungsentwicklung des Quartiers
Quelle: Statistik & Daten: Rathaus